# Katrin Ofner
Katrin Ofner, född 5 mars 1990 i Klagenfurt, är en österrikisk freestyleåkare som tävlar i skicross. Hon har tävlat i fyra olympiska spel (2010, 2014, 2018 och 2022).

## Karriär
I februari 2023 vid VM i Bakuriani tog Ofner silver i skicross.